# Астрагал Боброва
Астрагал Боброва (лат. Astragalus bobrovii) — вид двудольных растений рода Астрагал (Astragalus) семейства Бобовые (Fabaceae). Вид впервые описан российским ботаником Борисом Алексеевичем Федченко в 1946 году.

## Ботаническое описание
Кустарник 15-27 см в высоту, обильно и рыхло ветвистый.
Годовалые побеги укороченные, 2-5 см в длину.
Прилистники до трети сросшиеся друг с другом, почти голые, 5-7 мм в длину, в свободной части треугольные, заостренные, по краю бело- и черно-реснитчатые.
Листья 2-4 см в длину, черешки их 0,3-0,7 см в длину, так же, как и оси, полуприжато и коротко беловолосистые. Листочки 7-10-парные, обратнояйцевидные или продолговато-обратнояйцевидные, тупые, 2-5 мм в длину, в основании ширококлиновидные, сверху голые или к краям рассеянно-волосистые, снизу полуприжато и коротко беловолосистые.
Прицветники белопленчатые, узколанцетные, около 4 мм в длину, по краю бело- и менее черно-реснитчатые. Чашечка около 12 мм в длину, густо и оттопыренно мягко беломохнатая, с рассеянными короткими черными волосками. Чашелистики линейно-шиловидные, в 1,5-2 раза короче трубки. Флаг 17 мм в длину. Крылья 15 мм в длину. Лодочка 13 мм в длину. Завязь на короткой ножке, бороздчато-мохнатая.
Бобы 9-10 мм в длину, острые, с боков сжатые, с носиком в 3-4 мм в длину, на брюшке округло уплощенные, на спинке бороздчатые, густо и длинно оттопыренно-беломохнатые.

## Распространение и экология
Встречается на небольшом горном участке на границе Узбекистана и Туркменистана.
Произрастает по каменистым склонам гор и в трещинах скал в верхней части арчевого пояса и выше его — в поясе нагорных ксерофитов.

## Замечания по охране
С 1978 года включался в Красную книгу СССР. В настоящий момент включён в Красную книгу Узбекистана.
Вид считается вымирающим («endangered») согласно данным Международного союза охраны природы. Основной угрозой существованию считается активный выпас, вытаптывание растения скотом. Численность экземпляров неизвестна, но есть тенденция к снижению их количества. В Узбекистане ограничивается выпас скота в местах произрастания астрагала Боброва, однако действенность принимаемых мер пока не очевидна.